# Hitisstenen
Hitisstenen med signum FI NOR1998;14 är ett vikingatida runstensfragment av jotnisk sandsten som hittades på Stora Ängesön, Hiti socken och Kimitoöns kommun. Fragmentet hade tidigare signumet X FiNOR1998;14.
Stenen är huggen i relief, och är 30 x 30 x 20 cm. Den kan ha hamnat i Finland som en del av segelbåtens ballast. Fragmentet hittades hösten 1997 i vattnet bredvid en brygga. Stenen förvaras på Nationalmuseum i Helsingfors.

## Inskriften
Translitterering av runraden:
...si : raþi : ma... ...- · þorfas... ...
Normalisering till fornvästnordiska:
... ʀaði ma[ðr](?) ... Þorfas[t] ...
Översättning till nusvenska:
... Råde/tyde den man(?) ... Torfast ...
Liknande formel finns på U 729: Raði d[r]ængʀ þaʀ rynn se runum þæim, sum Balli risti  “Tyde den man som runkunnig är de runor, som Balle ristade”. Balle hade också skapat minst tre runstenar i sandsten, med relief: Sö 92, U 721 och U 722. Den sistnämnda är rest av Tafæistr “Tavest”, d.v.s. ‘man från Tavastland’.